# Пермяков, Владимир Васильевич
Влади́мир Васи́льевич Пермяко́в (1924—1995) — старший сержант Рабоче-крестьянской Красной Армии, участник Великой Отечественной войны, Герой Советского Союза (1945).

## Биография
Владимир Пермяков родился 14 января 1924 года в селе Жидка (ныне — Балейский район Забайкальского края). После окончания трёх классов школы работал в промартели. Позднее окончил ремесленное училище и работал сначала на заводе, затем на золотых приисках. В августе 1942 года Пермяков был призван на службу в Рабоче-крестьянскую Красную Армию. Окончил курсы механиков-водителей. С июня 1944 года — на фронтах Великой Отечественной войны, зачислен в экипаж гвардии лейтенанта Олега Матвеева. В боях три раза был ранен и четыре раза контужен.
К январю 1945 года гвардии старший сержант Владимир Пермяков был механиком-водителем танка 49-й гвардейской танковой бригады 12-го гвардейского танкового корпуса 2-й гвардейской танковой армии 1-го Белорусского фронта. Отличился во время освобождения Польши. 14—30 января 1945 года Пермяков со своим экипажем с боями прошёл 500 километров на запад без единой поломки. 16 января 1945 года в бою за город Сохачев Пермяков гусеницами танка уничтожил 25 автомашин, 2 артиллерийских орудия, более 10 повозок и около 58 солдат и офицеров противника. 19 января 1945 года в бою за город Любень Пермяков уничтожил 5 вражеских самолётов на аэродроме, а также противотанковое орудие. В ночь с 21 на 22 января 1945 года экипаж Пермякова совместно с тремя другими экипажами ворвались в Иновроцлав, уничтожили средства связи, разгромили аэродром, после чего захватили шоссе и удерживали его до подхода основных сил. В том бою экипаж Пермякова уничтожил 37 автомашин, 18 повозок, 3 самолёта, около 50 солдат и офицеров противника, а также захватил железнодорожный эшелон. 5 февраля 1945 года в бою Пермяков получил тяжёлое ранение и был вынесен товарищем с поля боя.
Указом Президиума Верховного Совета СССР от 27 февраля 1945 года за «образцовое выполнение боевых заданий командования на фронте борьбы с немецкими захватчиками и проявленные при этом отвагу и геройство» гвардии старший сержант Владимир Пермяков был удостоен высокого звания Героя Советского Союза с вручением ордена Ленина и медали «Золотая Звезда».
В ноябре 1945 года Пермяков был демобилизован. Проживал и работал сначала на родине, затем в городе Поронайске Сахалинской области. Умер 21 марта 1995 года, похоронен на городском кладбище Поронайска.
Был также награждён орденами Отечественной войны 1-й и 2-й степеней, рядом медалей.
В честь Пермякова названа площадь в Поронайске. В 2014 году на площади был установлен бюст Героя.